# Buluntuli
Buluntuli (macedónul: Булунтули, törökül Buluntulu) település Észak-Macedóniában, a Délkeleti körzetben, a Valandovói járásban.

## Népesség
| Lakosok száma | 51   | 63   | 44   | 55   | 39   | 5    |      |
|               | 1948 | 1953 | 1961 | 1971 | 1981 | 1991 | 1994 |

- 2002-ben lakatlan település, korábban törökök lakták.